# Casal de Can Falgars
Falgars és un mas al vessant est del puig del Castell de Falgars, dins del terme de l'antiga parròquia de Segueró, al nord-est de l'actual terme municipal de Beuda (la Garrotxa) protegit com a bé cultural d'interès local.

## Arquitectura
Casa pairal situada a 758 metres d'altitud en els darrers contraforts de la muntanya del Mare de Déu del Mont. Forma part d'un conjunt constituït per nombroses cabanes i pallisses, de la casa dels masovers i de la capella. És de planta rectangular i gran teulat a dues aigües, amb les vessants vers les façanes laterals. Disposa de baixos, un pis i golfes. La planta baixa estava protegida per una porxada sostinguda per tres columnes fetes de tambors que amaguen la porta principal (avui dia desmantellada). Cal Falgars va ser bastit amb carreus poc escairats llevat dels emprats per fer els cantoners i les obertures.
La casa dels masovers és un gran casal de dimensions més grans que la mateixa casa dels amos. És de planta rectangular i ampli teulat a dues aigües amb els vessants vers les façanes laterals. Disposa de celler, planta baixa, pis i golfes, amb accés des de l'interior per una àmplia escala de pedra. Les obertures tenen la llinda i els brancals fets amb grans carreus de pedra i algunes finestres tenen reixes de ferro. En una llinda hi ha inscrita la data "1750". A les golfes, en el mateix eix que la porta d'entrada, hi ha un matacà. El parament de l'edifici és de pedra menuda, llevat dels carreus cantoners que són grans i ben tallats.
Prop de la casa hi ha nombroses cases i pallisses. Són de planta rectangular, amb amplis teulats a dues aigües amb els vessants vers les façanes principals. Algunes són només de planta baixa i altres tenen també un pis superior. Les finestres i portes tenen la llinda i els brancals fets amb grans carreus de pedra. Els paraments són de pedra menuda excepte les pedres cantoneres que són grans carreus.

## Història
L'origen de Can Falgars és una peça de terra concedida en alou pel monestir de Sant Pere de Besalú l'any 1209. Fou concedida per administrar un gran patrimoni forestal. Dos-cents anys després, a mitjan segle xv, es troben els Falgars entre els remences que donen suport a l'emancipació agrària. En el marc de la primera etapa de la Guerra Civil Catalana (1462 - 1472), Blai i Joan Falgars figuraven entre els homes que es tancaren dins la Força de Girona per defensar la reina Joana Enríquez i el seu fill Ferran.del setge del setge de l'exèrcit de la Generalitat de Catalunya que comandava el comte de Pallars. En esdevenir rei Ferran el Catòlic, ennoblirà la família i els altres vint-i-vuit pagesos que havien defensat la Força gironina
Joaquim de Camps i Arboix situa entre la nissaga d'aquesta casa pairal a Joan de Falgàs catedràtic de la Universitat de Cervera, Ignasi Falgàs prior de la cartoixa de Montalegre i Josep Maria de Falgàs mecenes del santuari de la Mare de Déu del Mont.